# Sing-A-Longs and Lullabies for the Film Curious George
Sing-A-Longs and Lullabies for the Film Curious George è la colonna sonora del film Curioso come George realizzata dal cantautore statunitense Jack Johnson alla cui stesura hanno preso parte, tra gli altri, Ben Harper, Matt Costa e Jack White  e che ha avuto in "Upside down" il suo brano di punta insieme all'altro singolo "Talk to the town".

## Tracce
1. Upside Down - 3:30 - (Jack Johnson)
2. Broken - 3:54 - (Jack Johnson)
3. People Watching - 3:19 - (Jack Johnson)
4. Wrong Turn - 2:54 - (Jack Johnson)
5. Talk of the Town - 3:22 - (Jack Johnson e Kawika Kahiapo)
6. Jungle Gym - 2:22 - (G. Love)
7. We're Going to Be Friends - 2:19 - (Eseguita da Jack Johnson, scritta da Jack White, cantante dei White Stripes)
8. The Sharing Song - 2:45 - (Zach Gill, Adam Topol)
9. 3 Rs - 2:54 - (Jack Johnson)
10. Lullaby - 2:48 - (Matt Costa)
11. My Own Two Hands - 2:59 - (Eseguita da Jack Johnson e Ben Harper, scritta da Ben Harper)
12. Questions - 4:10 - (Jack Johnson)
13. Supposed to Be - 2:55 - (Jack Johnson)